# Чоловіче домінування (BDSM)

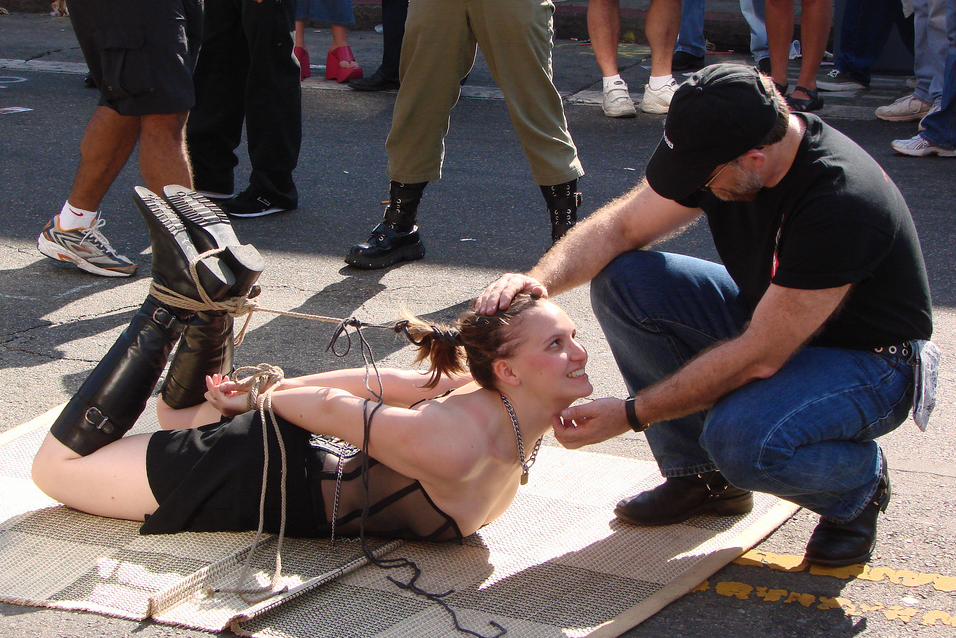
Мейлдом під час ярмарку Фолсом-Стріт

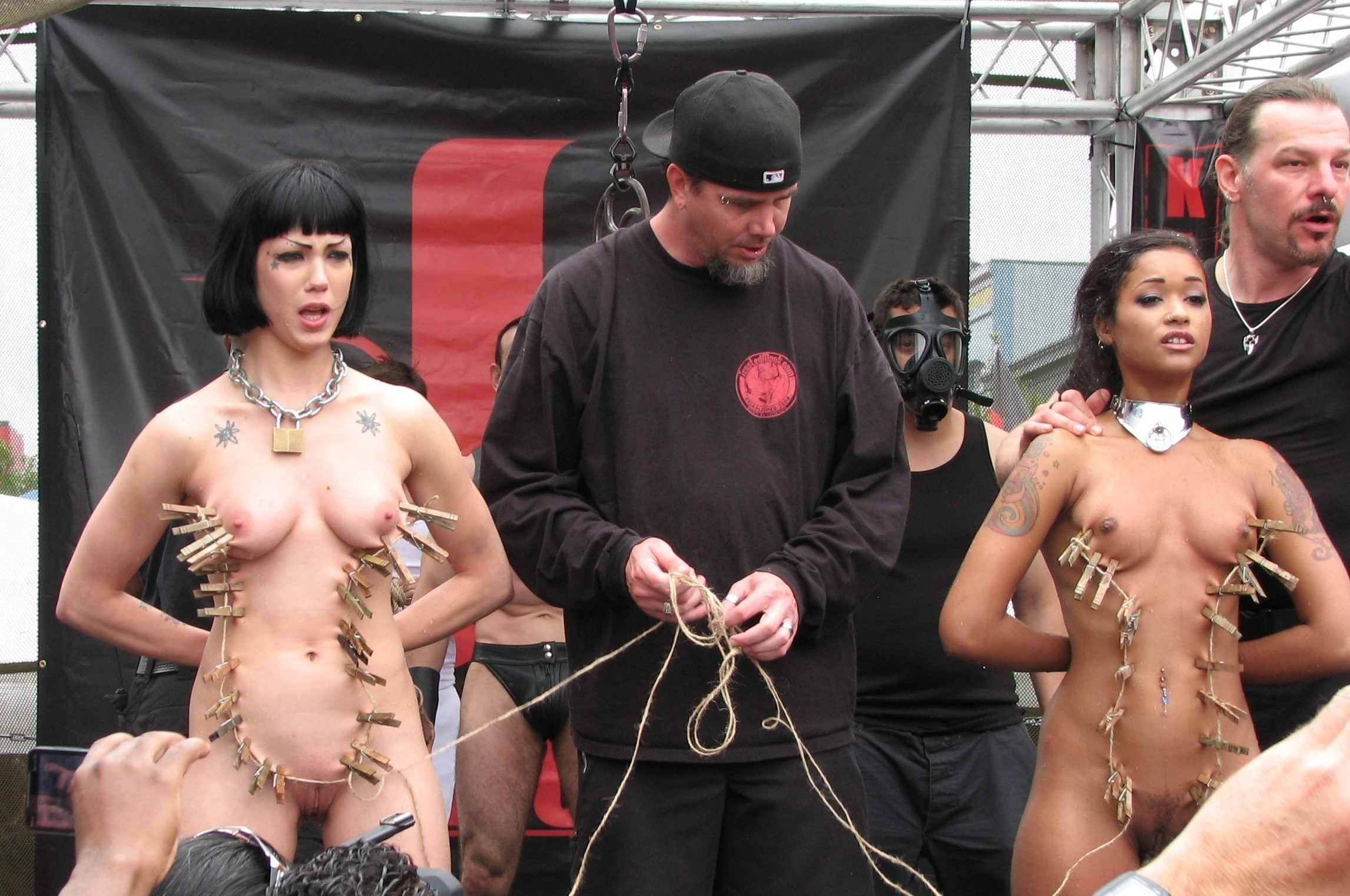
Чоловіче домінування на людях на ярмарку Фолсом-стріт, США

Чоловіче домінування або мейлдом (з англ. male — чоловік, англ. dom (dominate) — домінувати) — це практика БДСМ, де домінувальним партнером є чоловік. Сексуально домінувальний чоловік у практиках БДСМ також відомий як мейлдом. Чоловіки можуть бути як професіоналами, так і непрофесійними. Термін ProDom використовується для позначення професійного домінанта чоловічої статі, який заробляє гроші, працюючи в якості мейлдома в секс-індустрії. Чоловік, який грає роль батька, також відомий як Daddy Dom.
Практики домінування, звичайні для багатьох БДСМ та інших різноманітних сексуальних стосунків, також поширені, наприклад, різні форми поклоніння тілу, включаючи поклоніння геніталіям, сідницям та ногам, феляція, дражніння та заперечення, тілесні покарання, включаючи поранення, порку, катування грудей, катування вульви, відхилення оргазму, а також словесне приниження, ляпаси по обличчю, висмикування волосся, гра з воском, плювання, золотий дощ, примусовий оргазм, «примусова» цнотливість та irrumatio. Чоловіче домінування також може мати місце у вигляді одягненого чоловіка, оголеної жінки.
Чоловічих домінантів часто називають домом, господарем, власником, босом або топом. Для деяких людей чоловіче домінування використовується лише в сексуальних та інтимних сценаріях, але для інших чоловіче домінування можна включити в цілодобові БДСМ-стосунки.
Дослідження 1995 року показало, що 71 % гетеросексуальних чоловіків віддають перевагу ролі домінувального ініціатора, але більш пізнє дослідження 2015 року показує, що 29,5 % чоловіків, які активно займаються БДСМ, висловлюють перевагу домінуючій ролі, 24 % вважають себе бути свічами (з англ. to switch — змінювати роль), а 46,6 % чоловіків віддають перевагу ролі підпорядкованого. Інше опитування 2017 року ставить під сумнів ці висновки та вказує на те, що чоловіки схильні ідентифікувати себе як Домінант, Майстер, Топ або Садист (DMTS) і завжди виконують домінантну роль.

## Популярна культура
Сценарії мейлдому поширені в художній літературі про БДСМ, включаючи такі твори, як «Історія О» та твори Джона Нормана та Адріана Хантера. «Мужчина» — жанр фільмів для дорослих, що розвивається.
Художня література про чоловіче домінування почалася з творів маркіза де Сада, який писав про сексуальні сценарії, у яких чоловіки катували інших, насамперед жінок. Термін садизм походить від імені де Сада. З того часу стиль життя навколо чоловічого домінування став значною частиною БДСМ-сцени.
Серія романів «П'ятдесят відтінків» Е. Л. Джеймс пов'язана з культурним мейнстримінгом і нормалізацією БДСМ. Книги досягли великого комерційного успіху: перший том розійшовся тиражем понад 100 мільйонів примірників по всьому світу.
- Джон Воррен, Люблячий домінант, Greenery Press, 2001,ISBN 1-890159-20-4
- Джек Рінелла, The Master's Manual: Handbook of Erotic Dominance, Daedalus Publishing, 1997,ISBN 1-881943-03-8